# Raffaello Sernesi

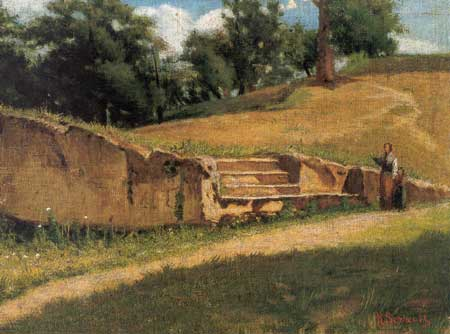
Abetelle Pistoiesi

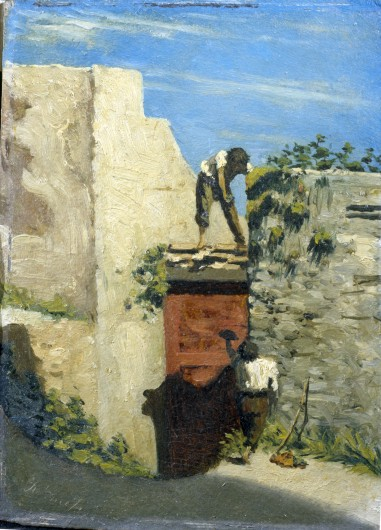
Ladruncoli di fichi

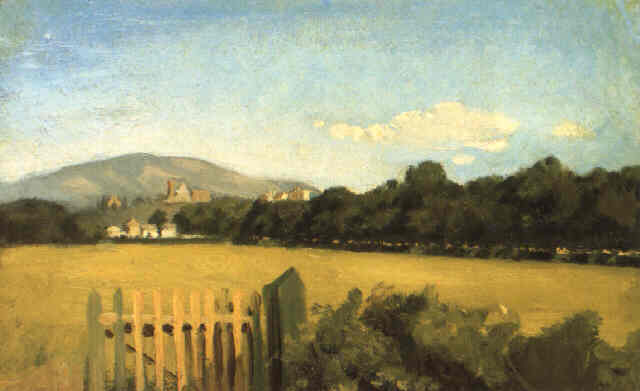
Pratone alle Cascine

Raffaello Sernesi  (Florence, 29 décembre 1838 - Bolzano, 11 août 1866), est un peintre italien du mouvement des Macchiaioli au XIXe siècle.

## Biographie
Sernesi eut une vie très brève. Né à Florence en 1838, il meurt à l'hôpital de Bolzano en 1866. Militant dans les formations garibaldiennes pendant la guerre de 1866, il est blessé et est fait prisonnier par les Autrichiens et meurt peu de temps après de la gangrène. Avec Telemaco Signorini, Odoardo Borrani et Vincenzo Cabianca, ensuite à Pergentina avec Silvestro Lega, Sernesi qui avait étudié la gravure et la peinture se mit à la peinture de paysage à San Marcello où il s'était rendu avec Odoardo Borrani, en alternant les images des collines florentines et les paysages de la montagne pistoiaise. Dans le tout premier groupe macchiaiolo, il était le plus délicat évitant les forts accents de couleur et cherchant un difficile compromis entre la technique macchiaiola et une tonalité d'un fort accent poétique. À Castiglioncello, il vécut une période prolifique dans le groupe de Diego Martelli.

## Œuvres
- Ladruncoli di fichi (1861).
- Tetti al sole (1861).
- Pasture in montagna (1861).
- Pascolo à S.Marcello (1861).
- Cupolino delle Cascine (1861).
- Mare a Castiglioncello (1864).
- Marina à Castiglioncello (atelier)
- Scogli e cespugli a Castiglioncello (1864).
- Sull’aia à Castiglioncello (1865).
- La punta del Romito veduta da Castiglioncello.
- Abetelle a S.Marcello (1864).
- Il pratone delle Cascine (1865).
- Pagliai à Castiglioncello (1866).
- Colli fiorentini.
- Radura nel bosco.
- Strada di campagna con barroccio.
- Cavallo.

## Sources
- Piero et Francesca Dini, I Macchiaioli e la Scuola di Castiglioncello